# 2019年徳島県議会議員選挙
2019年徳島県議会議員選挙（2019ねんとくしまけんぎかいぎいんせんきょ）は、2019年（平成31年）4月7日に投票が行われた徳島県議会の議員を改選するための一般選挙である。

## 概要
県議会議員の4年の任期満了に伴う選挙であり第19回統一地方選挙の一環として行われた。なお、徳島県議会議員選挙は1947年（昭和22年）4月に実施された第1回の選挙からいずれも統一地方選挙の日程で実施されている。
2019年3月29日に告示され、定数38に対し47人が立候補。無投票当選が決まった選挙区は6つだった。

## 選挙データ
- 告示日:2019年3月29日
- 投開票日:2019年4月7日
- 改選議席数:38議席
- 選挙区:13選挙区（うち6選挙区で無投票）
- 立候補者:47名（うち11名が無投票当選）

自由民主党:24名
公明党:2名
日本共産党:4名
国民民主党:2名
無所属:13名

## 選挙結果
自民党は選挙前より2議席減らしたが、引き続き安定過半数の22議席を獲得した。公明党、国民民主党は勢力を維持した。日本共産党は徳島選挙区での現職2議席のうち1人が落選し1議席減となった。

## 当選者
自民党 
 公明党   国民民主党 
 共産党 
 無所属 
| 徳島         | 福山博史 | 岡佑樹   | 庄野昌彦 | 井川龍二 |
| 徳島         | 須見一仁 | 東条恭子 | 梶原一哉 | 古川広志 |
| 徳島         | 喜多宏思 | 山田豊   |          |          |
| 鳴門         | 岡田理絵 | 原徹臣   | 黒崎章   |          |
| 小松島・勝浦 | 長池文武 | 中山俊雄 | 岡本富治 |          |
| 阿南         | 嘉見博之 | 岩佐義弘 | 仁木啓人 | 達田良子 |
| 吉野川       | 原井敬   | 樫本孝   |          |          |
| 阿波         | 大塚明廣 | 寺井正邇 |          |          |
| 美馬         | 浪越憲一 | 南恒生   |          |          |
| 三好第一     | 高井美穂 | 井下泰憲 |          |          |
| 名西         | 山西国朗 | 岩丸正史 |          |          |
| 那賀         | 杉本直樹 |          |          |          |
| 海部         | 重清佳之 | 西沢貴朗 |          |          |
| 板野         | 北島一人 | 立川了大 | 臼木春夫 | 扶川敦   |
| 三好第二     | 元木章生 |          |          |          |

### 補欠当選
| 年     | 月   | 選挙区 | 当選者   | 当選政党 | 欠員   | 欠員政党 | 欠員事由   |
| ------ | ---- | ------ | -------- | -------- | ------ | -------- | ---------- |
| 2019年 | 10月 | 吉野川 | 吉田益子 | 無所属   | 原井敬 | 無所属   | 市長選出馬 |
| 2019年 | 10月 | 吉野川 | 増富義明 | 無所属   | 樫本孝 | 自民党   | 市長選出馬 |